# Увац
Увац је река у Србији која протиче између планина Златибор и Златар и представља јужну границу планине Златибор, те северну границу планине Златар. На њему су изграђене ХЕ Кокин Брод (20 MW) и ХЕ Увац (31 MW) и три вјештачка акумулациона језера: Увачко (Сјеничко), Златарско и Радоињско.

## Карактеристике
Река извире југоисточно од Јадовика, а на Златaр долази код села Ојковице, гдје прима притоку Тисовицу. Одатле тече поред села Негбине, Бурађе, Сјеништа, Доброселице и Јабланице, примајући многе притоке. Веће су: Шупљица (улива се у Увац у Негбини), Раснички поток (улива се у Драглици) и Доброселички и Шарански поток (уливају се у Доброселици). Због својих углавном неприступачних кањона, у селу Увцу се налазе многи манастири. Ту су недавно обновљени манастир Увац и манастир Дубрава, али било је и многих других, којих данас нема, као што је легендарни манастир Јања, опјеван у народној пјесми Милош у Латинима као једна од најважнијих немањићких задужбина. Вјерује се да се данашњи манастир Увац налази на Јањином мјесту.
Увац је главна притока реке Лим. Неколико последњих километара, река Увац представља границу између Србије и Босне и Херцеговине, тј. границу општина Прибој и Рудо. Део пруге Београд-Бар пролази реком Увац. Тај део је иначе спорна територија и припада БиХ.
На самом Увцу се налазе и села Штрпци, насеље Увац у близини граничног прелаза Увац. У народу је од давнина Увац био познат као граница Србије и Турске, туда су у време Милоша Обреновића постављени „удути“ који ће остати до завршетка Првог балканског рата и 1912. године. Историјски је познато да су збегови 1690. године прелазили преко Прибојске Бање, затим се спуштали преко Црног Врха до прелаза на Увцу а даље према Златибору и сјеверу. Много времена су шуме биле пуне хајдука „народних бранилаца“, а касније разбојника и убица, који су уништени одлучним акцијама сердара Јована Мићића и народне власти.

## Белоглави суп
У кањону Увца живи белоглави суп.
Белоглави суп је велика птица сразмерно мале главе и кратког репа. Дугачак је 95–105 cm. Распон крила се креће од 240 до 280 cm. Белоглави суп заузима прво мјесто међу великим једриличарима. Када је време лоше, приморан је да незграпно удара крилима не успјевајући да се подигне у висину, али, када су услови повољни, он се лако креће са масама топлог ваздуха које га подижу у ваздушно пространство и скоро трећину дана проводи у клизећем лету потпуно раширених крила док су му велика контурна пера потпуно одвојена једно од другог попут прстију на руци и, под дејством ваздушног притиска, савијена нагоре.